# Ahermumu
Ahermumu (en lenguas bereberes: ⴰⵀⵔⵎⵓⵎⵎⵓ, en árabe: أهرمومو‎), llamado oficialmente Ribate El Kheir (en árabe: رباط الخير‎), es una ciudad en la provincia de Sefrou, Fez-Meknes, Marruecos. Según el censo de población marroquí de 2004 tenía una población de 12,654.
Ahermumu es conocida por ser sede de la Academia Militar. Algunos de sus mandos y oficiales participaron en 1971 en el fallido golpe de Estado de Sjirat, atentado que supuso el comienzo de la edad de plomo marroquí. Tras el fallido intento de golpe de Estado, el rey Hasán II cambió el nombre de la ciudad por el actual Ribate El Kheir, único nombre oficial; sin embargo, ambos nombres siguen en uso.